# NINTENDOパズルコレクション
『NINTENDOパズルコレクション』（ニンテンドー パズルコレクション）は任天堂が2003年2月7日に発売したニンテンドー ゲームキューブ専用のアクションパズルゲーム。開発はインテリジェントシステムズなど。当時のプロモーション動画ではパズコレの略称が用いられ、日本国外では発売されなかった。「NINTENDO」の部分は大文字表記である。

## 概要
任天堂が1990年代に発売した『ドクターマリオ』『ヨッシーのクッキー』『パネルでポン』のゲームキューブ向けリメイク版と、ゲームボーイアドバンスへの転送版を収録したオムニバス作品で、パッケージやタイトル画面に、副題『ドクターマリオ+ヨッシーのクッキー+パネルでポン』が記載されている。
本作はGBAケーブルによるゲームキューブとゲームボーイアドバンスとの連動を特徴とした。定価は当時のゲームキューブソフトの標準価格より1,000円安く設定され、GBAケーブルも同梱された。ゲームキューブのコントローラポートとゲームボーイアドバンスの通信端子をGBAケーブルで接続すると、ゲームボーイアドバンス本体でゲームを操作することができる。さらに、ゲームボーイアドバンス本体メモリにゲームを転送する機能も用意された。この機能はジョイキャリーと呼ばれる。発売前後には月刊任天堂店頭デモにて時間制限付きの体験版が公開されるとともに、店舗によってはデモ機にGBAケーブルが接続され、ジョイキャリーによるゲームボーイアドバンス転送版のダウンロードサービスも実施された。
任天堂は広報活動にあたり本作が女性からの興味・関心が強いと分析した。テレビCMには安倍麻美を起用し、任天堂や各マスコミは彼女のテレビCMデビュー作として報道した。このCMは安倍が友達を家に呼びゲームに興じる内容で、各ゲームの紹介は数秒の画面映像のみに留められた。発売前後には任天堂ホームページ内でCM撮影の様子を紹介したページが公開された。店頭で配布されたチラシではピンクと白のチェック模様を背景とし、見開き最上部で妖精の女の子を主人公とした『パネルでポン』の紹介をするなど、女性を強く意識したデザインとなった。
任天堂のゲームソフトでは初めてCEROによる審査を受けたソフトとして発売された。レーティングは全年齢対象である。任天堂は日本国外での販売も検討し、2003年5月のE3において、本作をゲームキューブとゲームボーイアドバンス間の連動を特徴としたコネクビティビィタイトルの1作として公開するとともに、ESRBによる審査も済ませた。しかし日本国外での発売は取り消された。

## 収録作品
いずれの作品もゲームキューブ版とゲームボーイアドバンス転送版の双方が収録されている。ただし各ゲームはそれぞれ独立しており、ゲームキューブ版とゲームボーイアドバンス転送版の連動もなく、いずれも1人用となり、プレイヤー同士の対戦はできない。

### ドクターマリオ
初出は1990年発売のファミリーコンピュータ版およびゲームボーイ版。
「ひとりであそぶ」ではオリジナル・おはなし・VS COM・フラッシュ・たいきゅう・スコアアタックのルールで、「ふたりであそぶ」ではフラッシュ・スコアアタックのルールで、「みんなであそぶ」ではタッグバトル・フラッシュのルールで遊ぶことができる。
本作は2001年に北米にて発売されたNINTENDO 64用ソフト『Dr. Mario 64』をそのまま日本語に翻訳して移植したものにあたる。敵キャラクターは2000年発売の『ワリオランド3 不思議なオルゴール』に登場したもの。
- カサマル（戦闘キャラクターではなくガイドとして登場）
- ヤリマル
- 木グモ（本作ではキグモンという名前）
- イモムシ（本作ではマユピーという名前）
- りんごろう
- ふっくらげ
- イカタコテング
- 風船魔人
- 詰まりカエル
- ハンマーロボ
- マッド＝シタイン
- ナゾの像
- メタルDr.マリオ
- バンパイアワリオ

ゲームボーイアドバンス転送版はファミリーコンピュータ版をゲームエミュレータで動作させているが対戦プレイはできない。後に対戦プレイを可能とした完全版がファミコンミニシリーズの1作として発売された。さらにゲームキューブ版の演出を再現したリメイク作『ドクターマリオ&パネルでポン』も発売された。

### ヨッシーのクッキー
初出は1992年発売のファミリーコンピュータ版およびゲームボーイ版。
「ひとりであそぶ」ではオリジナル・ストーリーを遊ぶことができる。クッキーゲージの表示位置が画面左下になっている。本作では、「ふたりでたいせん」や「みんなでたいせん」などの対戦モードではクッキーを消さない状態が続くとタイムゲージではなく導火線が短くなり、導火線が無くなると敗北となる。
本作は3作品の中で唯一新規に開発された。開発はトーセ。
ゲームボーイアドバンス転送版はDr.マリオと同様にファミリーコンピュータ版をエミュレータで動作させており、対戦プレイはできない。

### パネルでポン
初出は1995年発売のスーパーファミコン版。
「ひとりであそぶ」ではエンドレス・VS COM・スコアアタック・ステージクリア・パズルのルールで、「みんなであそぶ」ではおじゃまたいせん・スコアアタック・ステージクリアのルールで遊ぶことができる。

本作はNintendo Software Technology Corporationが開発し、2000年に北米にて発売されたNINETENDO64用ソフト『Pokémon Puzzle League』が原型となっているが、日本での発売にあたりグラフィックや楽曲、演出を変更し、スーパーファミコン版に近い雰囲気を持たせた内容の続編となっている。これらの変更に伴う素材はインテリジェントシステムズと任天堂が製作した。
ゲームボーイアドバンス転送版はインテリジェントシステムズが新規に開発した。後にこのプログラムを流用した『ドクターマリオ&パネルでポン』が発売された。

## 関連作品
- 大乱闘スマッシュブラザーズX - 収集要素のシールにこのゲームを出典とした「Dr.マリオ」「ウイルス・青」「ウイルス・赤」「ウイルス・黄」「カプセル」「フリル」「セシル」「ピュア」「サラ」「パネル（赤）」が存在する。